# Harold Schultz
Pour les articles homonymes, voir Schultz.
Harold Henry Schultz, né le 28 janvier 1925 et mort le 16 mai 1995, est un caporal des Marines des États-Unis, blessé au combat lors de la bataille d'Iwo Jima pendant la Seconde Guerre mondiale. Il est membre de la patrouille qui a capturé le sommet du mont Suribachi et hissé le premier drapeau américain sur Iwo Jima le 23 février 1945. Il est l'un des six Marines qui ont hissé le plus grand drapeau au sommet de la montagne le même jour, ce qui est représenté sur la photographie emblématique Raising the Flag on Iwo Jima.
Le premier drapeau flottant au-dessus du mont Suribachi à l'extrémité sud d'Iwo Jima est considéré comme trop petit pour être vu par les milliers de Marines combattant de l'autre côté de la montagne, il est donc remplacé par le second. Bien qu'il y ait eu des photographies prises du premier drapeau flottant sur le mont Suribachi, y compris certaines de Schultz, il n'y a aucune photographie de Marines hissant le premier drapeau. Le deuxième lever de drapeau est devenu célèbre et a pris le pas sur le premier lever de drapeau après que des copies de la deuxième photographie de lever de drapeau soient paru dans les journaux deux jours plus tard. Le deuxième lever de drapeau est également filmé en couleur.
Schultz n'est pas reconnu comme l'un de ceux ayant levé le drapeau jusqu'à ce que le Corps des Marines annonce le 23 juin 2016, après une enquête, qu'il figure bien sur la photographie historique prise par le photographe de combat Joe Rosenthal de l'Associated Press. Le Corps des Marines déclaré aussi que Schultz avait été identifié à tort comme le soldat de première classe Franklin Sousley sur la photo. Sousley lui-même était identifié à tort comme John Bradley qui, selon eux, n'est pas sur la photo. Schultz est l'un des trois Marines sur la photo qui n'étaient pas identifiés à l'origine comme un des leveurs de drapeau.

## Biographie
Harold Schultz est né et a grandi à Détroit. Il est le fils de Karl Albert (1893–1956) et de Marie Martha Schultz (1898–1985). Il fréquente la Southwestern High School, où il est un camarade de classe de Stan Lopata.
Après avoir terminé sa carrière chez les Marines, il déménage à Los Angeles et travaille comme trieur de courrier pour le service postal des États-Unis jusqu'à sa retraite en 1981. Schultz n'a jamais eu d'enfants. Dans sa jeunesse, il perd une fiancée nommée Mary à cause d'une tumeur au cerveau et ne se marie qu'à l'âge de 60 ans, épousant sa voisine Rita Reyes,,.

## Corps des Marines des États-Unis
Schultz entre dans la Réserve du Corps des Marines le 23 décembre 1943 depuis Détroit. Il est membre de la Easy (E) Company, deuxième batalion, 28ème régiment, 5e division des Marines qui est activée en 1944 et commencée à s'entraîner à Camp Pendleton. En septembre, la division est envoyée au Camp Tarawa près de Hilo, Hawaï, pour un entraînement supplémentaire afin de se préparer à l'invasion d'Iwo Jima. En janvier 1945, la division quitte Hawaï et s'embarque pour Iwo Jima.
Schultz participe à la bataille d'Iwo Jima, qui commence le 19 février. Le 23 février, avec cinq Marines, il aide à hisser le deuxième et plus grand drapeau au sommet du mont Suribachi ce jour-là. Il est blessé au combat le 13 mars et évacué de l'île. Il est démobilisé avec le grade de caporal le 17 octobre 1945.

### Iwo Jima

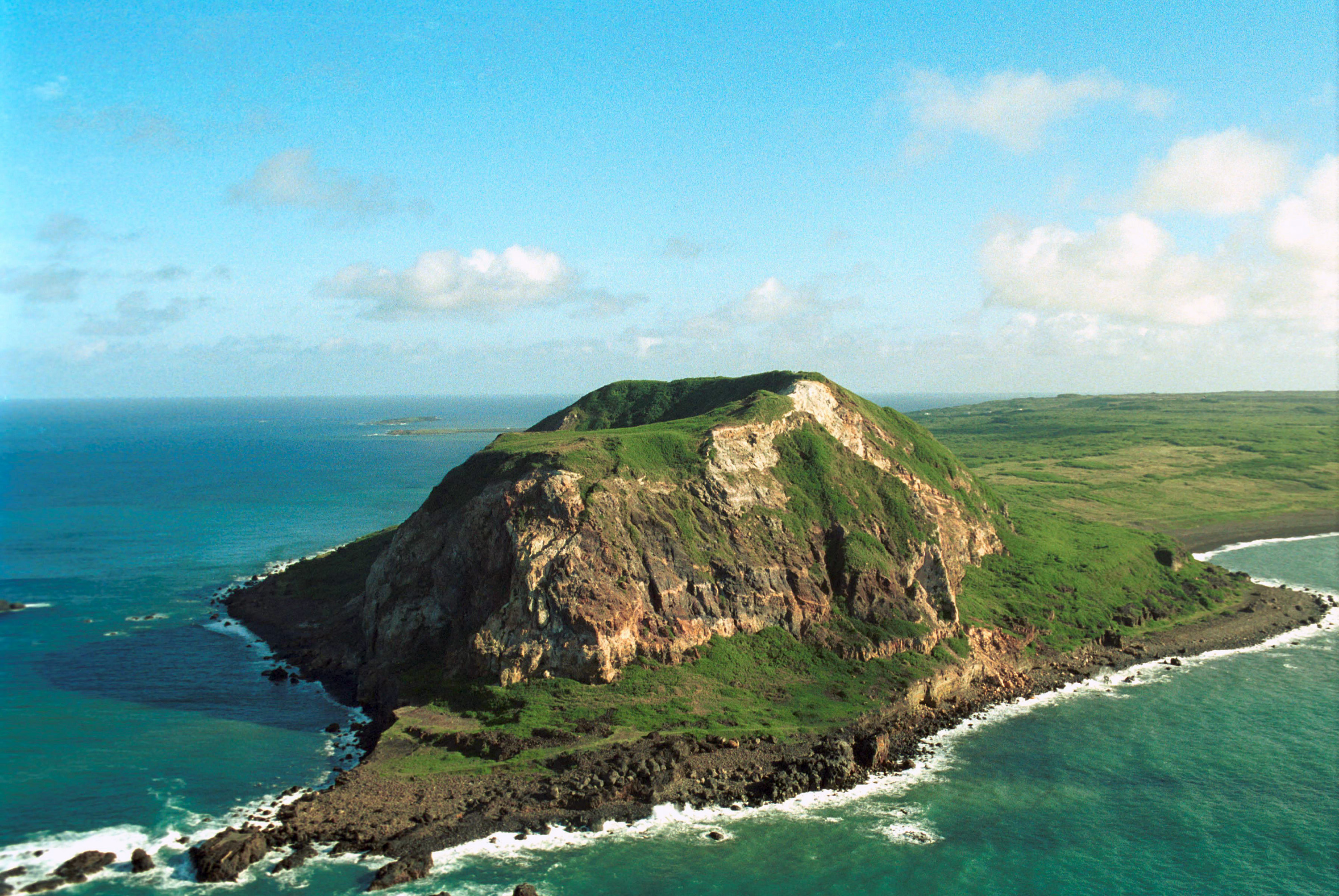
Mont Suribachi à l'extrémité sud d'Iwo Jima.

Les forces d'assaut de la 4e et de la 5e division des Marines débarquent sur Iwo Jima le 19 février 1945. La cinquième division débarque sur la partie sud-est de l'île la plus proche de l'endroit où se trouve le mont Suribachi. La 28e mission des Marines comptait capturer le mont Suribachi le premier jour, mais échoue en raison de la forte résistance de la part des Japonais, cela ne s'est pas produit. Le 28e Marines atteignent le côté est de la montagne le 21 février et le régiment encercle la majeure partie de la montagne le soir du 22 février.
Le matin du 23 février, une patrouille de 40 hommes, escalade le mont Suribachi. Après quelques tirs de tireurs d'élite et une brève fusillade au bord du volcan, ils réussissent à capturer la montagne et à hisser le drapeau américain au sommet. Schultz faisait partie de la patrouille, et il participe avec d'autres soldats à la levée d'un drapeau. Ce drapeau est remplacé quelques heures plus tard par un drapeau plus grand par quatre Marines du deuxième peloton qui sont venus le lever, et Pfc. Schultz et le soldat de première classe Harold Keller, qui est également membre de la patrouille du lieutenant Schrier. Le 13 mars, Schultz est blessé au combat et est évacué de l'île.

#### Premier lever de drapeau

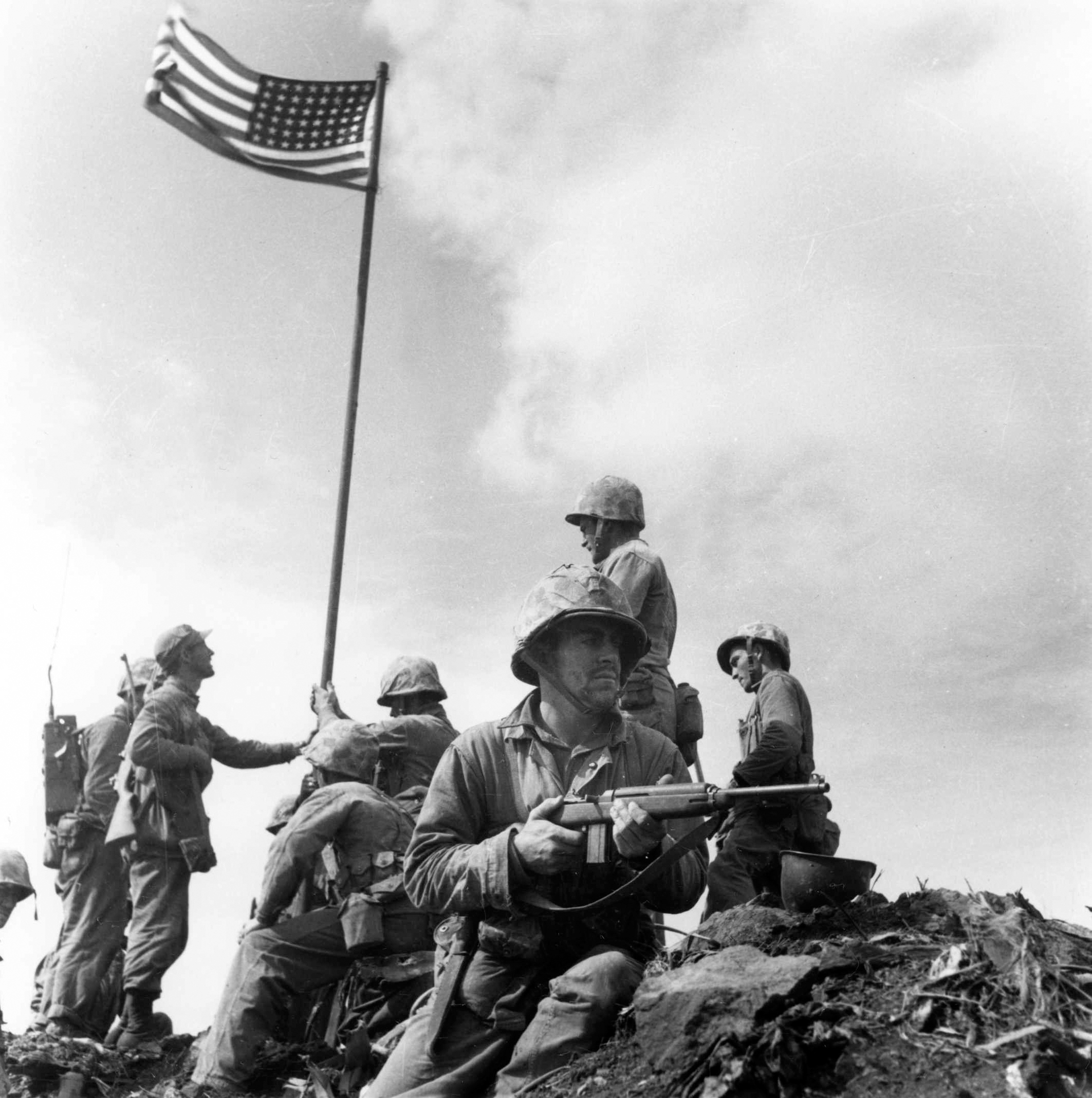
Photo du sergent d'état-major des Marines Louis R. Lowery des premiers américains sur le mont Suribachi. Schultz est à l'extrême gauche tandis que John Bradley est au centre.

À 8 heures du matin le 23 février 1945, le lieutenant-colonel Chandler W. Johnson, commandant du deuxième bataillon, ordonne à une patrouille de la taille d'un peloton de gravir le mont Suribachi pour s'emparer et occuper la crête. Le capitaine Dave Severance, commandant de la compagnie E, réunit le reste du troisième peloton et d'autres membres du bataillon pour former une patrouille de 40 hommes. Le premier lieutenant Harold Schrier, officier exécutif de la compagnie E, se porte volontaire pour diriger la patrouille. Le lieutenant Schrier est chargé par le lieutenant-colonel Chandler de lever le drapeau américain du bataillon s'il le peut, pour signaler que le sommet est sécurisé. La patrouille part vers 8h30. Le long du chemin, qui est parfois difficile à gravir, il y a un petit nombre de tirs de tireurs d'élite japonais. Lorsque le lieutenant Schrier et ses hommes atteignent le bord du volcan, il y a une escarmouche avec les Japonais. Après qu'une conduite d'eau en fer japonaise ait été trouvée pour servir de mât, le drapeau du bataillon y est attaché par le lieutenant Schrier, le sergent Henry Hansen et le caporal Charles Lindberg. Une fois le drapeau attaché et le mât porté à l'endroit le plus élevé du cratère, le drapeau est hissé vers 10h30 par le lieutenant Schrier, le sergent de peloton Ernest Thomas, le sergent Henry Hansen et le cap. Lindberg. Cela crée immédiatement de vives acclamations de la part des Marines, des marins et des gardes-côtes à l'extrémité sud d'Iwo Jima et des hommes sur les navires près de la plage.
Le sergent d'état-major Lou Lowery, un photographe de la Marine pour " Leatherneck Magazine " et le seul photographe qui accompagnait la patrouille, prend plusieurs photos du premier drapeau avant et après qu'il a été hissé. La dernière photo qu'il prend est avant qu'une grenade japonaise ne le tue presque et détruise son appareil. Le Corps des Marines n'autorise la publication de ces photos qu'en 1947, dans Leatherneck Magazine. Parmi ceux participant à ce premier lever de drapeau, Ernest Thomas est tué le 3 mars, Henry Hansen le 1er mars et Charles Lindberg blessé le 1er mars.

#### Deuxième lever de drapeau

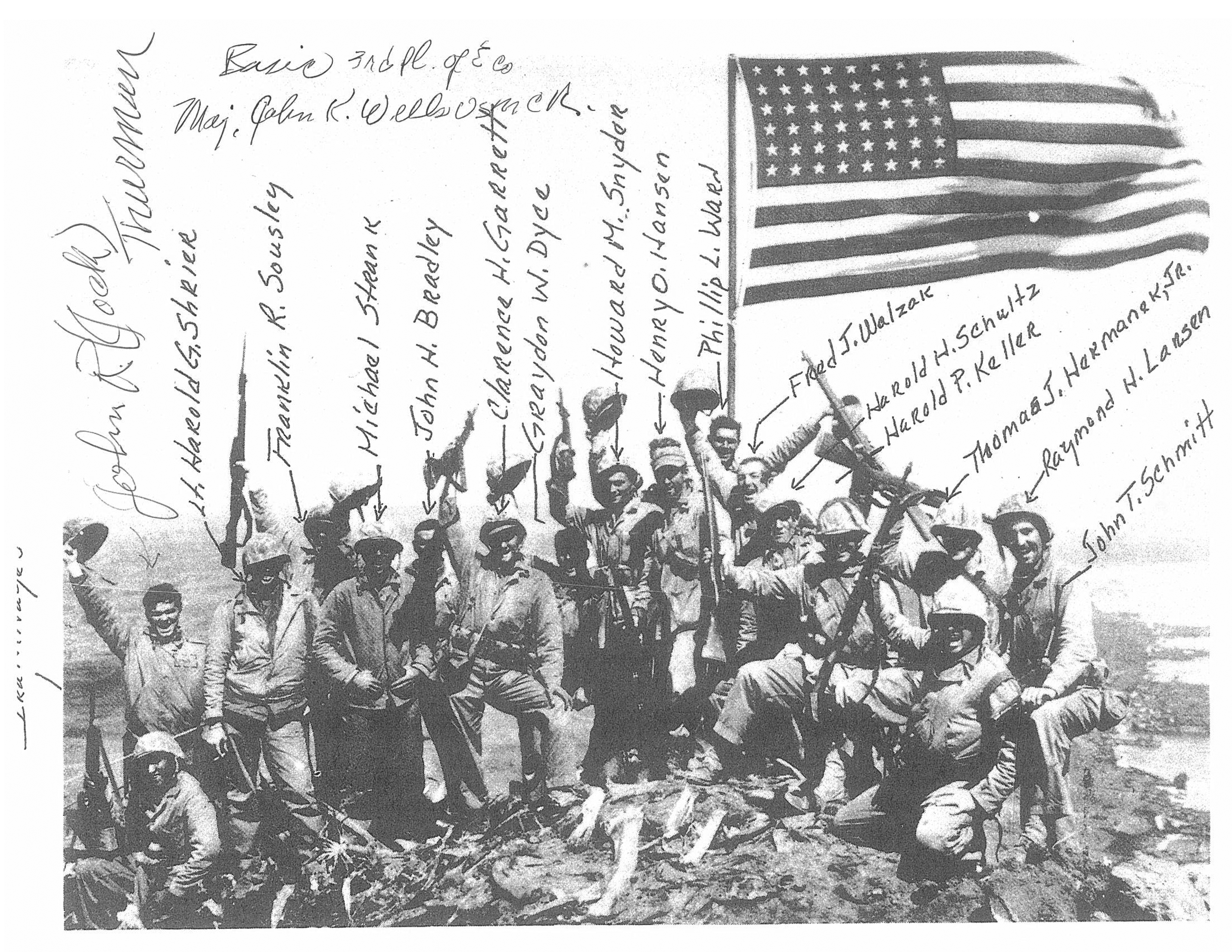
Harold Schultz est cinquième à partir de la droite sur la photo "Gung Ho" de Joe Rosenthal.

Deux heures après que le premier drapeau ait été hissé sur le mont Suribachi, les dirigeants du Corps des Marines décident que pour que le drapeau américain soit mieux vu de l'autre côté du mont Suribachi par les milliers de Marines qui s'y battent pour capturer l'île, un autre drapeau plus grand doit être placé. Sur ordre du lieutenant-colonel Chandler, le capitaine Severance ordonne au Sgt. Michael Strank, un chef d'équipe de fusiliers du deuxième peloton, d'emmener trois Marines de son équipe au sommet du mont Suribachi pour lever le deuxième drapeau. Strank choisit le caporal Harlon Block, le soldat de première classe Ira Hayes et le soldat de première classe Franklin Sousley. Le soldat de première classe René Gagnon, un messager du deuxième bataillon de la compagnie E, reçoit l'ordre de prendre le drapeau de remplacement sur la montagne et de revenir avec le premier drapeau.
Une fois les hommes au sommet, Hayes et Sousley trouvent un tuyau en acier japonais pour attacher le drapeau. Après que les deux Marines aient apporté le tuyau au sergent Strank et au capitaine Bloc près du premier drapeau, le deuxième drapeau y est attaché. Alors que les quatre Marines sont sur le point de lever le drapeau, le Strank crie aux deux Marines de la patrouille du lieutenant Schrier (Schultz et Keller) de venir les aider à l'élever. Sous les ordres du lieutenant Schrier, le deuxième drapeau est hissé par Strank, Block, Hayes, Sousley, Schultz et Keller. Le premier mât de drapeau est abaissé par Gagnon et trois Marines. Afin de maintenir le mât du drapeau dans une position verticale, les quatre Marines le tiennent pendant que des rochers sont ajoutés par Schultz, Keller et d'autres autour de la base du mât. Quelques Marines stabilisent ensuite le mât avec trois haubans.
Le photographe de combat de l'Associated Press Joe Rosenthal avait escaladé la montagne avec deux photographes de la Marine (Sgt. Bill Genaust et Pvt. Robert Campbell) à temps pour photographier le premier drapeau alors qu'il était encore levé. Cela lui permet également de prendre une photographie en noir et blanc de la levée du deuxième drapeau La deuxième photographie de lever de drapeau de Rosenthals commence à apparaître dans les jours orge Burns, un photographe de l'armée de Yank Magazine et un photographe de la Garde côtière, ont également escaladé le mont Suribachi après le premier lever de drapeau pour prendre des photos, dont certaines de chaque drapeau flottant. Parmi ceux qui ont participé au deuxième lever de drapeau, Chandler est tué sur Iwo Jima le 2 mars, Genaust (qui a filmé la deuxième levée de drapeau en couleur) est tué dans une grotte le 4 mars, Strank et Block sont tués le 1er mars et Sousley le 21 mars.

## USMC War Memorial

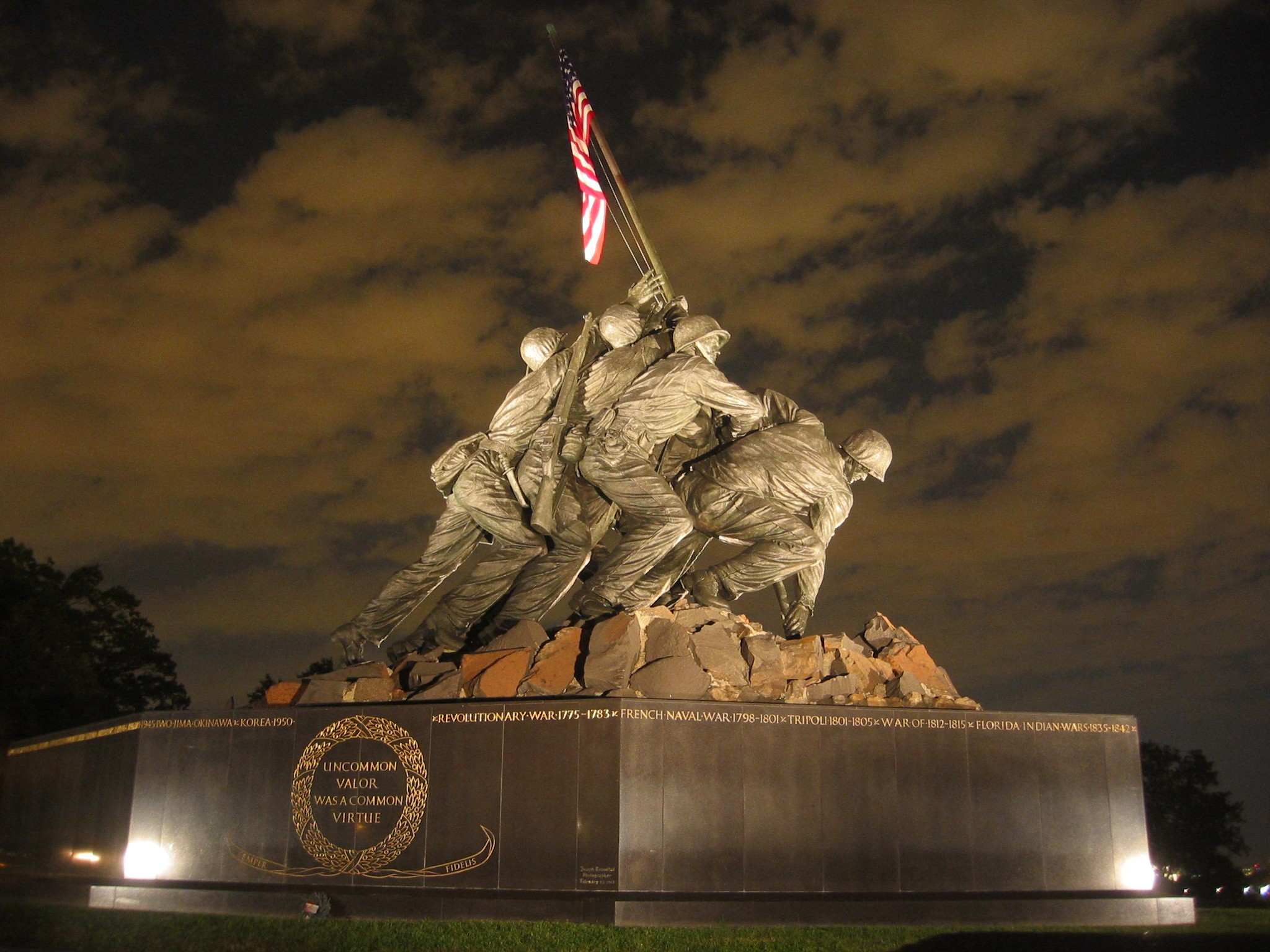
L'USMC War Memorial à Arlington, Virginie.

Le USMC War Memorial (également connu sous le nom de Iwo Jima Memorial) à Arlington, en Virginie, est inauguré le 10 novembre 1954. Il est sculpté par Félix de Weldon à partir de l'image du deuxième drapeau levé sur le mont Suribachi. Depuis le 23 juin 2016, Harold Schultz est représenté comme la cinquième statue de bronze à partir de la base du mât du drapeau sur le mémorial avec les statues en bronze de 32 pieds (9,8 m) des cinq autres levers de drapeau représentés sur le mémorial. Franklin Sousley est représenté comme la troisième au lieu de la cinquième statue de bronze à partir du bas du mât.

## Corrections au sujet du deuxième lever de drapeau

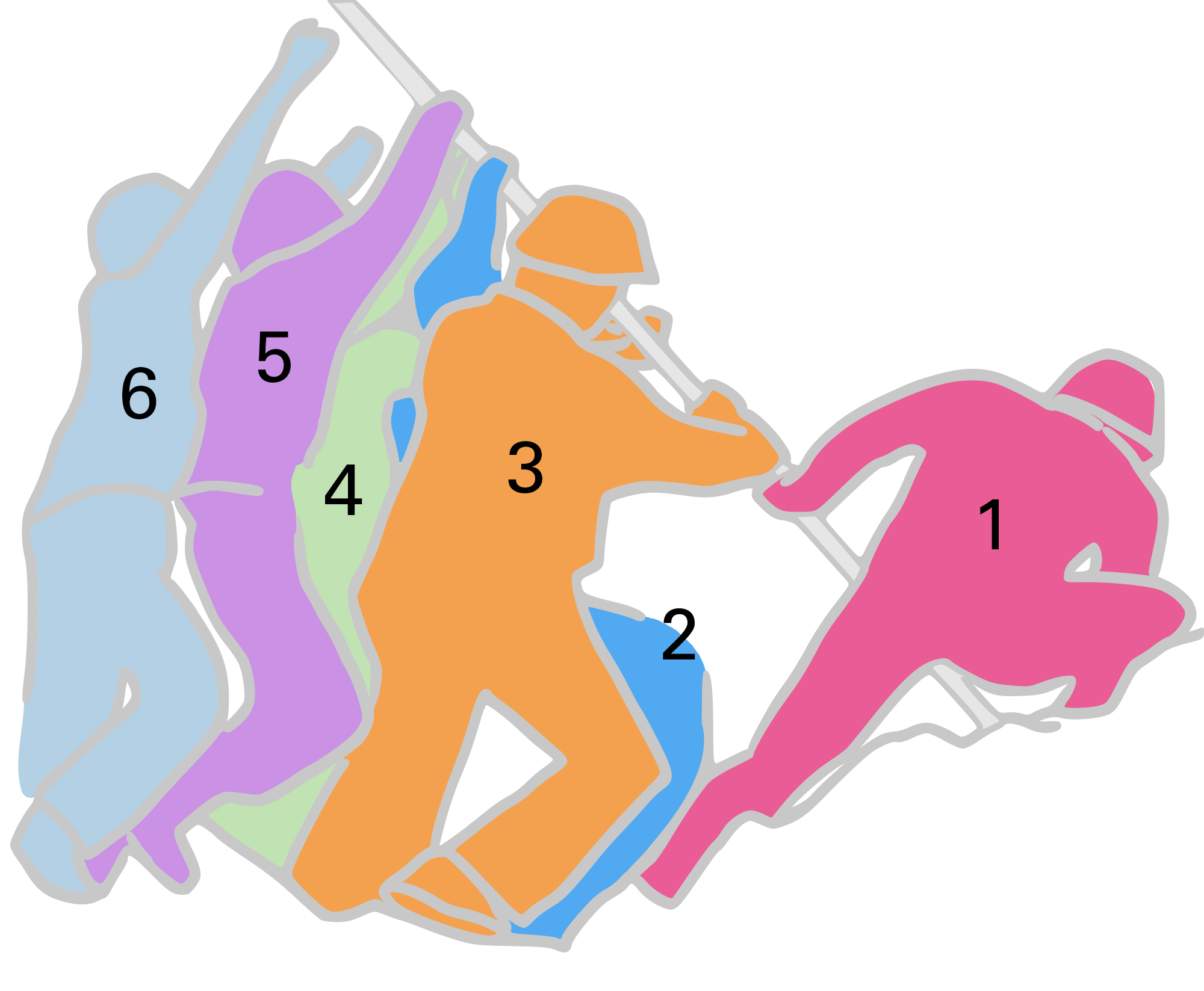
Les six participants du deuxième lever de drapeau, représentés sur la photo :
1. 1, Block Harlon
2. 2, Harold Keller
3. 3, Franklin Sousley
4. 4, Michael Strank
5. 5, Harold Schultz
#6, Ira Hayes.

Le 20 mars 1945, le président Roosevelt ordonnr aux lève-drapeaux de la photographie de Rosenthal de se rendre à Washington DC après la bataille. Gagnon est envoyé à Washington et arrive le 7 avril. Il est interrogé le même jour par un officier de l'information publique de la Marine sur toutes les identités des leveurs de drapeaux sur la photographie. Il identifié les six leveurs de drapeau comme étant le Strank, Sousley, John Bradley, Ira Hayes, Henry Hansen et lui-même. Il dit également que le Sgt. Strank, Sgt. Hansen et Pfc. Sousley ont été tués sur Iwo Jima. Bradley, qui se remettait de ses blessures à l'hôpital naval d'Oakland à Oakland, en Californie, est transféré à l'hôpital naval de Bethesda à Bethesda, Maryland, où on lui montre la photographie de Rosenthal en lui indiquant qu'il y était. Bradley (avec des béquilles) et Hayes sont arrivés à Washington le 19 avril. Bradley est d'accord avec toutes les identités des porte-drapeaux nommés par Pfc. Gagnon sur la photographie, incluant la sienne. Hayes est d'accord avec toutes les identités nommées par Gagnon sauf Sgt. Hansen, qui, selon lui, est Block à la base du mât. Le lieutenant-colonel de la Marine dit à Hayes que les identités ont été rendues publiques le 8 avril et ne seront pas modifiées, et de ne plus rien dire à ce sujet.

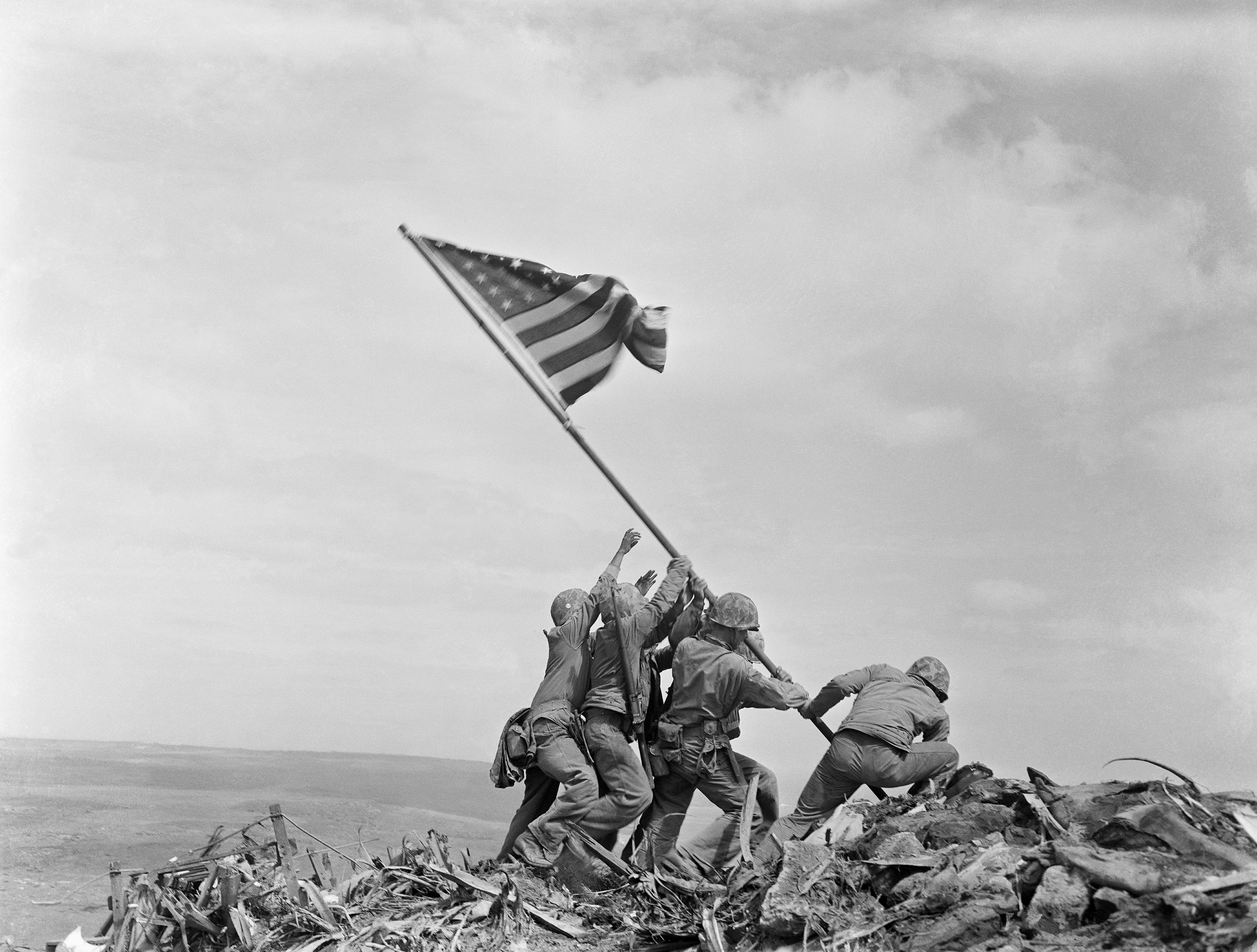
Photographie du deuxième lever de drapeau.

Une enquête du Corps des Marines sur les six identités des deuxièmes leveurs de drapeau commence en décembre 1946 et conclut en janvier 1947 qu'il s'agissait de Block et non de Hansen à la base du mât du drapeau sur la photographie de Rosenthal, et qu'aucun blâme ne devait être placé sur qui que ce soit dans cette affaire. L'identité des cinq autres porteurs est confirmée.
La possibilité qu'Harold Schultz soit sur la photo est apparue publiquement pour la première fois en novembre 2014, lorsque le Omaha World Herald publie un article remettant en question les identifications acceptées, reposant sur des recherches menées par les historiens amateurs Eric Krelle et Stephen Foley. La commission d'examen du Corps des Marines examine une fois de plus l'identité des six deuxièmes levers de drapeau sur la photographie de Rosenthal. En juin 2016, il est conclu que Harold Schultz est sur la photo et non John Bradley. Franklin Sousley, et non Schultz, est maintenant dans la position initialement attribuée à Bradley (quatrième à partir de la gauche) sur la photographie et Schultz est maintenant dans l'ancienne position de Sousley (deuxième à gauche) sur la photographie,. Les identités des autres cinq levers de drapeau ont été confirmées.
Schultz n'a jamais déclaré publiquement qu'il était l'un des porte-drapeaux de la photographie de son vivant. Les analystes pensent qu'il devait savoir qu'il était dans l'image emblématique mais a choisi de ne pas en parler,,. Sa belle-fille Dezreen MacDowell a affirmé que, lors d'un dîner de famille au début des années 1990, lorsque sa mère était distraite, il lui avait dit qu'il était l'un des leveurs de drapeau sur Iwo Jima, et n'en avait plus jamais parlé.
En octobre 2019, une troisième enquête du Corps des Marines révèle que Harold Keller figurait sur la photographie de Rosenthal à la place de René Gagnon (cinquième à partir de la gauche). Gagnon qui a porté le plus grand deuxième drapeau sur le mont Suribachi, a aidé à abaisser le premier mât et a enlevé le premier drapeau au moment où le deuxième drapeau a été levé. Les identités des cinq autres lève-drapeaux, dont Schultz, ont été confirmées. Comme Schultz, Keller n'a jamais mentionné publiquement son rôle de leveur de drapeau ou d'être sur la photo.